# Pseudopallene gilchristi
Pseudopallene gilchristi is een zeespin uit de familie Callipallenidae. De soort behoort tot het geslacht Pseudopallene. Pseudopallene gilchristi werd in 1928 voor het eerst wetenschappelijk beschreven door Flynn. 